# LOVE&GIRLS
「LOVE & GIRLS」（ラブ・アンド・ガールズ）は、2013年6月19日にNAYUTAWAVE RECORDSから発売された少女時代の日本での、7枚目のシングル。

## 概要
前作「FLOWER POWER」から、約7ヶ月ぶりのシングル。「LOVE & GIRLS」のミュージックビデオは4月17日に
神奈川県三浦市のシーボニアにてファンクラブの女性会員1000人と共に撮影された。髪の毛を洗うような仕草をする「シャンプーダンス」が特徴
。
「LOVE & GIRLS」に封入されている応募券を貼って応募すると抽選で1,000人に「LOVE & GIRLS」Music Video Dance ver.を収録したスペシャルCDをプレゼント。また、今回の衣装は今夏の流行を取り入れたものである。ネオンカラー、ストライプ、ロゴキャップなどが代表的。
6月19日にはユニバーサル・スタジオ・ジャパンにて、フラッシュモブイベントが開催された。
オリコンシングルチャートでは、「FLOWER POWER」の最高順位5位、登場回数7回と比べて、「LOVE & GIRLS」は最高順位4位、登場回数10回と、最高順位では1つ上回り、登場回数では3回上回った。

## 収録曲
CD
1. LOVE & GIRLS
  - 作詞：KAMIKAORU、作曲：Erik Lidbom、Ronny Svendsen、Anne Judtih Wilk

「dビデオ」「BeeTV」CMソング
2. リンガ・フランカ
  - 作詞：Hidenori Tanaka、agehasprings、作曲：Andreas Oberg、Jon Hallgren、Ylva Dimberg

DVD
1. LOVE & GIRLS Music Video